# Ormesson-sur-Marne
Ormesson-sur-Marne település Franciaországban, Val-de-Marne megyében. Lakosainak száma 10 589 fő (2022. január 1.). Ormesson-sur-Marne Sucy-en-Brie, Chennevières-sur-Marne, Noiseau és La Queue-en-Brie községekkel határos.

## Népesség
A település népességének változása:
| Lakosok száma | 10 016 | 10 161 | 10 387 | 10 305 | 10 403 | 10 419 | 10 528 | 10 540 | 10 589 |
|               | 2013   | 2015   | 2016   | 2017   | 2018   | 2019   | 2020   | 2021   | 2022   |